# Tramlijn Vaartkant - Leur
De tramlijn Vaartkant - Leur was een paardentramlijn in Noord-Brabant. Vanaf de halte Vaartkant aan de tramlijn Breda - Oudenbosch liep de lijn naar de haven van Leur.

## Geschiedenis
Op 3 november 1892 werd de lijn geopend door de Zuid-Nederlandsche Stoomtramweg-Maatschappij.
Vanaf 1925 werd het reizigersvervoer gestaakt. Op 11 januari 1937 werd ook het goederenvervoer stilgelegd, en de lijn werd daarna opgebroken.

## Restanten
Van de lijn is weinig meer terug te vinden, daar het tracé voor het grootste gedeelte de bestaand weg volgde.